# Marcel Chládek
Marcel Chládek (* 9. dubna 1968 Rakovník) je český politik, od ledna 2014 do června 2015 ministr školství, mládeže a tělovýchovy České republiky. V letech 2008 až 2014 byl senátorem za obvod č. 6 – Louny, stejně tak v letech 2008 až 2014 zastupitelem a náměstkem hejtmana Středočeského kraje.

## Život
Absolvoval Gymnázium Jana Amose Komenského v Novém Strašecí. Roku 1988 nastoupil na Vojenskou politickou akademii Klementa Gottwalda, po jejím přejmenování (po listopadu 1989) tak studoval na téže, ovšem s názvem Vysoké vojenské škole pedagogické, kde v roce 1992 získal titul magistr v oboru výchova a vzdělávání dospělých. V roce 2006 získal v rigorózním řízení na Filozofické fakultě Univerzity Karlovy titul PhDr. v oboru andragogika a personální řízení a v témže roce i titul MBA na soukromé Vysoké škole ekonomie a managementu v Praze, kde se zabýval managementem lidských zdrojů.
V letech 1992 až 2003 vyučoval na základních a středních školách v Rakovníku a Sokolově. V letech 2003 až 2004 pracoval na Ministerstvu vnitra (náměstek ředitelky Institutu pro místní správu). V letech 2004 až 2008 pracoval jako náměstek ředitele Institutu celoživotního vzdělávání v Havířově a postupně zároveň v několika dalších organizacích zaměřených na vzdělávání dospělých.
V srpnu 2015 byl jmenován generálním manažerem státních reprezentací a fotbalových akademií Fotbalové asociace České republiky. V roce 2017 odešel do oblasti mezinárodního byznysu.
Je ženatý s Janou Chládkovou, má tři děti.

## Politika

### Česká strana sociálně demokratická
Od roku 2004 byl členem ČSSD. V roce 2006 byl zvolen do zastupitelstva města Rakovník. Působí v řadě organizačních složek své strany. V roce 2008 ho voliči zvolili do zastupitelstva Středočeského kraje, kde působil jako náměstek hejtmana Davida Ratha pro regionální rozvoj. V roce 2008 byl zvolen do Senátu PČR za Rakovnicko a Lounsko. V první kole obdržel 27,21 % hlasů oproti soupeři z ODS a zároveň starostovi Loun Janu Kernerovi, který od voličů získal 23,05 %. Ve druhém kole byla situace jednoznačná – Marcel Chládek byl zvolen senátorem se ziskem 73,38 % všech platných hlasů. Stal se místopředsedou senátorského klubu ČSSD, dále působil jako člen Výboru pro vzdělání, vědu, kulturu, lidská práva a petice a byl předsedou Stálé komise Senátu pro krajany žijící v zahraničí. Od roku 2009 pracoval jako pacientský ombudsman pro Středočeský kraj.
Ve volbách do Senátu PČR v roce 2014 obhajoval za ČSSD mandát senátora v obvodu č. 6 – Louny. Se ziskem 26,88 % hlasů vyhrál první kolo a postoupil tak do kola druhého. V něm však poměrem hlasů 47,68 % : 52,31 % nakonec prohrál s nestraničkou za hnutí ANO 2011 Zdeňkou Hamousovou.

#### Ministr školství
V lednu 2014 se stal kandidátem ČSSD na post ministra školství, mládeže a tělovýchovy ve vládě Bohuslava Sobotky a 29. ledna 2014 byl do této funkce jmenován. Vzhledem k zisku mandátu poslance a ke jmenování ministrem rezignoval v polovině února 2014 na post náměstka hejtmana i zastupitele Středočeského kraje.
Ve funkci ministra navrhoval povinnou maturitu z matematiky od roku 2019. V dubnu 2015 představil plán na plošné zavedení vstupních čipových karet pro všechny žáky. Tato podpora zvýšení zabezpečení škol, a to ze zvláštního fondu ministerstva, údajně souvisela s tragickým usmrcením středoškoláka schizofreničkou ve Žďáru nad Sázavou dne 14. října 2014, ale sklidila také kritiku za přílišnou snahu sledovat děti a jejich omezování svobody. Marcel Chládek také zastával a veřejně propagoval záměr naplnit střední odborná učiliště na úkor všeobecně vzdělávacích středních škol.
Předseda vlády Bohuslav Sobotka jej navrhl odvolat z úřadu ministra 29. května 2015 a jako důvod uvedl fakt, že se choval hrubě ke svým podřízeným, když s těmito informacemi přišel deník Mladá fronta DNES. Marcel Chládek kritiku ostře odmítl a označil ji za „mediální lynč“. Prezident Miloš Zeman jej z funkce odvolal dne 5. června 2015. Do funkce poté nastoupila Michaela Marksová.

### Strana Práv Občanů
Ke konci roku 2016 vystoupil z ČSSD. Dne 2. února 2017 byl zvolen předsedou středočeské organizace Strany Práv Občanů (SPO).

### Komunální politika
V roce 2018 kandidoval už jako bezpartijní do zastupitelstva města Hostivice na kandidátce Zdravá Hostivice vedené Davidem Rathem, do zastupitelstva se však nedostal. O jediný mandát pak přišla Zdravá Hostivice rozhodnutím soudu.